# لشکر دوم زرهی (ایالات متحده)
لشکر دوم زرهی (انگلیسی: 2nd Armored Division)، یک لشکر زرهی زیرمجموعه ارتش ایالات متحده است. این واحد نقش مهمی در طول جنگ جهانی دوم در تهاجم شمال آفریقا و سیسیل و آزادی فرانسه، بلژیک و هلند و تهاجم آلمان داشت.
این لشکر در طول جنگ سرد تقسیم شد. در درجه اول شاخه فورت هود تگزاس بود که یک تیپ تقویت شده مستقر در غرب آلمان است. این لشکر پس از مشارکت در جنگ خلیج فارس در سال ۱۹۹۵ غیرفعال شد و به پیاده‌نظام چهارم انتقال یافت.

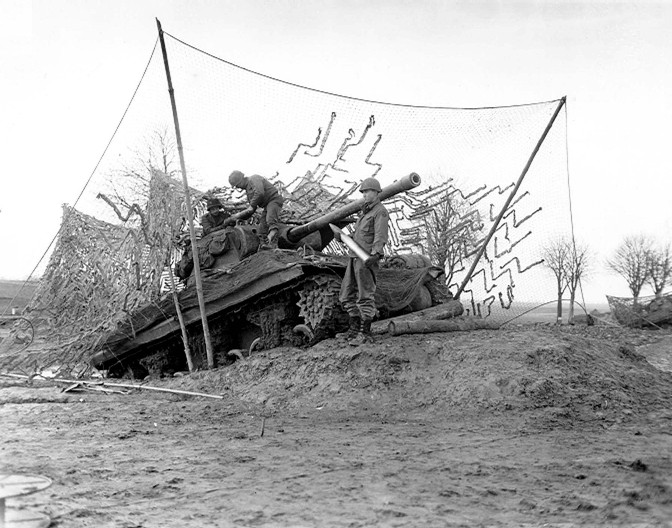
یک تانک متعلق به لشکر دوم زرهی که انتهای آن در حفره‌ای قرار گرفته تا مسافت بیشتری را شلیک کند. آرل دسامبر ۱۹۴۴.

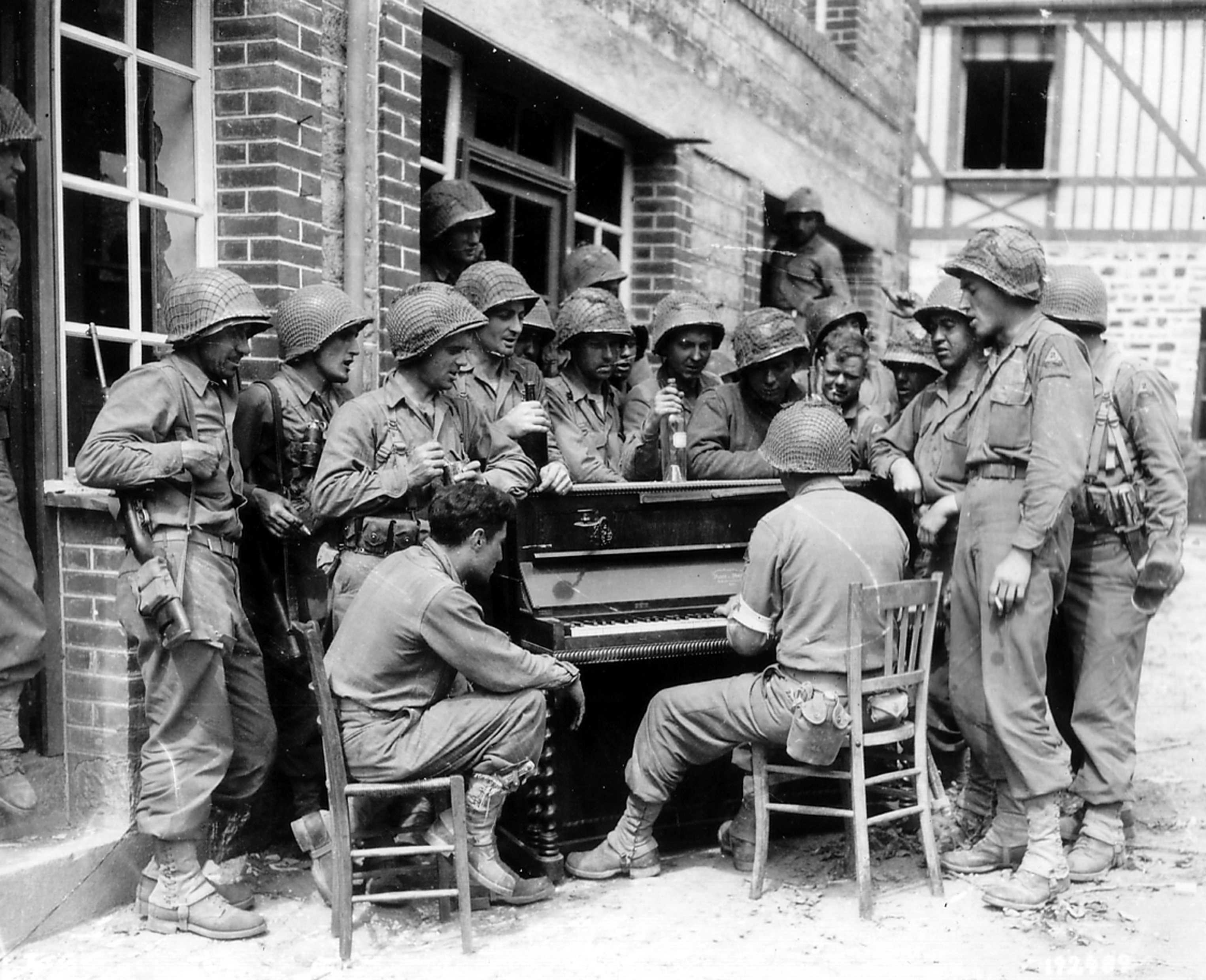
سربازان لشکر دوم زرهی در نرماندی

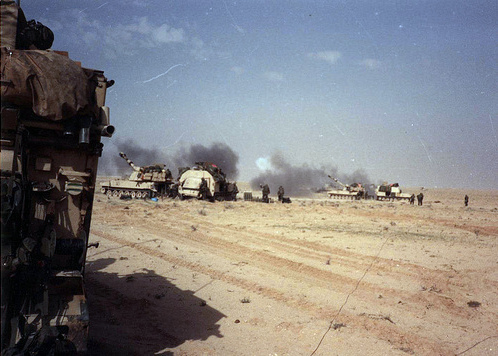
گردان چهارم از توپخانه سوم لشکر ۲ زرهی در حال حملات آتشبار بر مواضع عراق در جنگ خلیج فارس، فوریه ۱۹۹۱.